# ファイストスの円盤
ファイストスの円盤（ファイストスのえんばん）とは、クレタ島南岸にあった古代都市ファイストス（ギリシア語: Φαιστός、Phaistos、Phaestos、Festos、Phaestus）の宮殿の遺跡から見つかった、粘土製の遺物である。1908年7月3日にイタリア人の考古学者ルイジ・ペルニエルが発見した。紀元前1950年から紀元前1400年ごろのものとされ、粘土のひもを渦巻き状に巻いて作られている。大きさは厚さ2.1cm、直径16cm、両面に独特のクレタ聖刻文字が刻まれている。紀元前1600年代、宮殿は火災によって被害を受けており、ファイストスの円盤も焼き固められた状態で見つかった。ファイストスの円盤はクレタ島のイラクリオン考古学博物館(en)に収蔵されており、一般にも公開されている。

## 概要

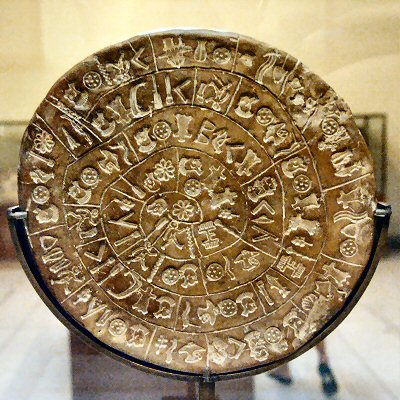
ファイストスの円盤（A面）

ファイストスの円盤は、線文字Aが書かれた粘土版が貯蔵された部屋で、水平に置かれた状態で発見された。イギリス人の考古学者アーサー・エヴァンズの分類に従って、上になっていた面をA、下になっていた面をBと呼ぶ。どちらの面にも「絵文字」が螺旋形に記されている。両面を通じて登場する文字は45種類で、両面に登場する文字の総個数は241である。
エヴァンズは絵の内容に従って文字に番号を付けた。文字1から文字6までは人の顔、もしくは全身像に見えるもの、文字29から文字34はネコ、ウシ、鳥、魚など何らかの動物に見える。
それぞれの文字が垂直線によって数個ずつに区切られている点はファイストスの円盤に特徴的である。A面には31区画（122文字）、B面には30区画（119文字）ある。
エーゲ海地方ではすでに紀元前2000年ごろから文字が使われていた。しかしながら、粘土の塊に棒で跡を付けたものがほとんどであった。一方、ファイストスの円盤にある各文字は正確に同じ形状、寸法であることから何らかの印章のようなものを粘土の表面に押し当てて記録したと考えられている。これを、「最古の印刷物」と呼ぶことが多いが、印章は印刷史家からは一般的に印刷とは見なされない。

## エーゲ海の文字の歴史
エーゲ海地方で興った最初の高度な文明は紀元前2000年ごろのミノア文明である。ミノア文明がどのようにして独自の文字を獲得したのかは分かっていない。最も有力な説は、現在のレバノンに中心があったビブロスがエジプトのヒエログリフとメソポタミアの音節文字を取り入れたというものである。ビブロスの文字はアナトリア、フェニキア、エーゲ海に伝わり分化していく。エーゲ海では、ヒエログリフの色彩が強い音節文字となった。
音節文字はある音節に対して1つの文字を割り当てるという方式を採る。日本語のように音節が子音＋母音となっている言語であれば音節文字は使いやすい。例えば、「k」+「e」を「ケ」と表せる。しかし、音節文字は一音節に複数・不定個の子音が含まれる言語を表すためには向いていない。多数の単語がある同一の音節文字の組合せによって表現されてしまう、つまり読めないからだ。ミノア文明における文字の発展が不安定であった理由の一つが、音節文字がギリシア語やミノア語（ギリシア語とは異なる）に合致していなかったからだと考えることもできる。ビブロスから取り入れた最初の音節文字がすぐに線文字Aに、次いで、ミケーネでは線文字Bへ、ミノアからキプロスに文字が伝わると、キュプロ・ミノア文字（線文字C）へ、さらにキュプロス音節文字に移行していった。
これらの文字は商取引に多用された。例えば、「サントリーニ島の某から2月1日にオリーブオイル50瓶とワイン瓶を金貨5枚で購入した」というようなものだ。この文章を音節文字で表す場合、品目以外を音節文字で、品目のみ、各品に固有の表語文字を用いた。数詞のみを専用の文字で表すこともあった。

## クレタ島の文字
クレタ島の文字も音節文字である。ギリシア語の音節に相当する絵文字を用いて文章を表した。主な遺物はクノッソスで見つかっており、粘土、石板のほか、金属製のものもある。クノッソスの文字は約80の音節文字と、約140の表語文字からなる。クノッソスの文字は書き進む方向が定まっておらず、渦巻き型に書く場合もあった。
クレタ島の文字には複数の文字体系が存在したが、次第に用途によって分かれていった。純粋な音節文字は宗教的な内容を記述する場合や王の指示などを記す際のみに用いられるようになっていく。ファイストスの円盤には音節文字以外が登場しない。つまり、宗教的な内容か、王の指示であると考えられる。クノッソスの渦巻き文と同じ読み方であるとすれば、下図のA1、A2、A3…と読むことになる。

## 書かれている内容について

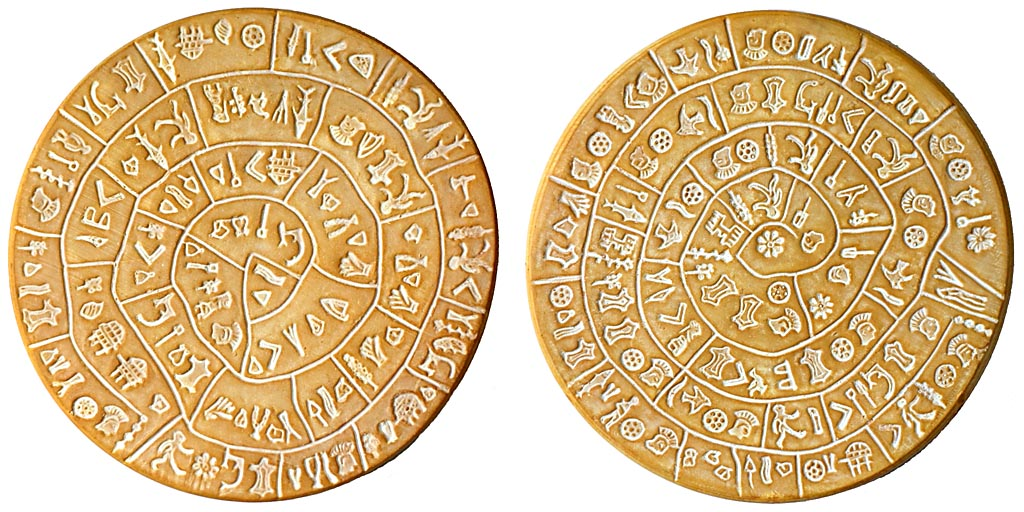
ファイストスの円盤の模型

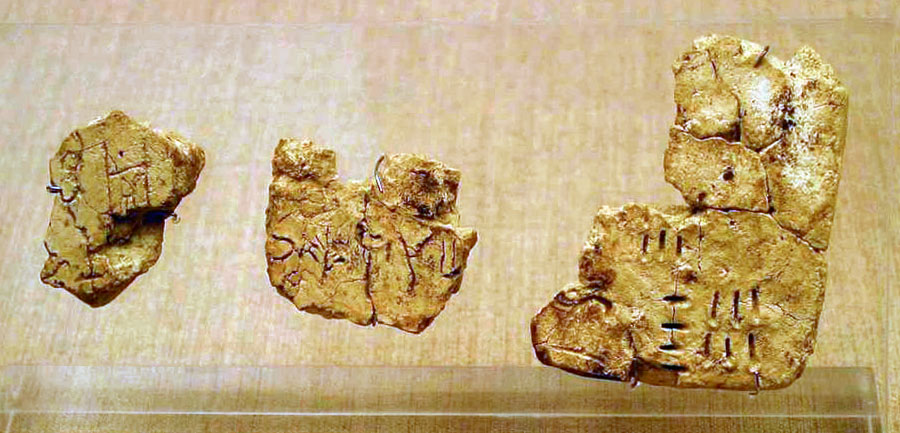
線文字Aが記された粘土版。円盤に記された文字とは全く類似しない。

内容に関する解読は進んでいない。理由は3つある。
最初の理由は、同じ文字が記された粘土板が他に見つからないことである。印章を用いて制作したのであれば、他にも同印章を用いた粘土板が存在する可能性はあるが、この円盤1枚しか見つかっていない。このことから、ファイストスの円盤はクレタ島に起源があるのではなく、何らかの輸入品であるとも考えられている。発見時に周囲に線文字Aが記された粘土板が見つかっているが、ファイストスの円盤との関係は分かっておらず、両者の文字には類似性もない。
2番目の理由は、商業的な記録ではないこと。つまり定型文ではないことである。わざわざ専用の印章を用いたということは、他に例のない文章を記録したと考えられ、解読に際しては不利となる。
3番目の理由は、円盤に記された文字の数がギリシャ語の音節の数と合わないことである。文字の種類が60以上であれば、ギリシャ語が記されている確率が高いが、円盤の文字は45種類しかない。
特に1番目の理由が大きく、別の資料が現れない限り解読は不可能と考えられている。にもかかわらず、「解読できた」という主張が絶えない。
サイラス・ゴードンは1966年以降、他のクレタ島の未解読文字とともにファイストスの円盤がセム語で書かれていると主張した。
クリストファー・ウォーカーの『楔形文字』では、ファイストスの円盤をギリシャ語で書かれた「動員宣言」であると推測している。ウォーカーの解読では、A1は「e qe ku ri ti」、A2は「de ni qe」と読む。これはギリシャ語の「Ekue Kurwitis Deneoi que」となる。これはクレタ人とギリシア人に対する呼びかけを意味する（ただし、ウォーカーの推測は仮説の域を出ていない）。

## 円盤に記録された文字
以下に、A面・B面に記録された文字を順に示す。A1・A2などの区分は、円盤上で垂直線によって区切られている文字を表す。
| (A1)  | (A2)  | (A3)  | (A4)     |
| (A5)  | (A6)  | (A7)  | (A8) [.] |
| (A9)  | (A10) | (A11) | (A12)    |
| (A13) | (A14) | (A15) | (A16)    |
| (A17) | (A18) | (A19) | (A20)    |
| (A21) | (A22) | (A23) | (A24)    |
| (A25) | (A26) | (A27) | (A28)    |
| (A29) | (A30) | (A31) |          |
| (B1)  | (B2)  | (B3)  | (B4)     |
| (B5)  | (B6)  | (B7)  | (B8)     |
| (B9)  | (B10) | (B11) | (B12)    |
| (B13) | (B14) | (B15) | (B16)    |
| (B17) | (B18) | (B19) | (B20)    |
| (B21) | (B22) | (B23) | (B24)    |
| (B25) | (B26) | (B27) | (B28)    |
| (B29) | (B30) |       |          |

## Unicode
Unicode では、以下の領域に次の文字が収録されている。
| U+    | 0 | 1 | 2 | 3 | 4 | 5 | 6 | 7 | 8 | 9 | A | B | C | D | E | F |
| ----- | - | - | - | - | - | - | - | - | - | - | - | - | - | - | - | - |
| 101D0 | 𐇐 | 𐇑 | 𐇒 | 𐇓 | 𐇔 | 𐇕 | 𐇖 | 𐇗 | 𐇘 | 𐇙 | 𐇚 | 𐇛 | 𐇜 | 𐇝 | 𐇞 | 𐇟 |
| 101E0 | 𐇠 | 𐇡 | 𐇢 | 𐇣 | 𐇤 | 𐇥 | 𐇦 | 𐇧 | 𐇨 | 𐇩 | 𐇪 | 𐇫 | 𐇬 | 𐇭 | 𐇮 | 𐇯 |
| 101F0 | 𐇰 | 𐇱 | 𐇲 | 𐇳 | 𐇴 | 𐇵 | 𐇶 | 𐇷 | 𐇸 | 𐇹 | 𐇺 | 𐇻 | 𐇼 | 𐇽  |   |   |